# Vriesea barilletii
Vriesea barilletii là một loài thuộc chi Vriesea.

## Giống
- Vriesea 'Brachystachys Major'
- Vriesea 'Closoniana'
- Vriesea 'Closoniana-Brachystachys-Major'
- Vriesea 'Donneaina'
- Vriesea 'Fire Rose'
- Vriesea 'Flamme'
- Vriesea 'Gloriosa'
- Vriesea 'Gravisiana'
- Vriesea 'Insignis H.L.B.'
- Vriesea 'Inspektor Perring'
- Vriesea 'Kitteliana'
- Vriesea 'Leodiensis'
- Vriesea 'Magnisiana'
- Vriesea 'Magnusiana'
- Vriesea 'Mariae'
- Vriesea 'Morreno-Barilletii'
- Vriesea 'Petersiana'
- Vriesea 'President Oscar Lamarche'
- Vriesea 'Psittacina-Picta'
- Vriesea 'Purple Cockatoo'
- Vriesea 'Ubanteniana'
- Vriesea 'Wanteniana'
- Vriesea 'Weyringeriana'
- Vriesea 'Wiotiana'
- Vriesea 'Wittmackiana'